# Ісаак Крус
Ісаак Крус (ісп. Isaac Cruz; 23 травня 1998, Мехіко, Мексика) - мексиканський професійний боксер, чемпіон світу за версією WBA (2024) в першій напівсередній вазі.

## Професіональна кар'єра
31 жовтня 2020 року Ісаак Крус, маючи рекорд 19-1-1, нокаутував на 53 секунді першого раунду дворазового претендента на світовий титул американця Дієго Магдалено.
В наступних боя здобув перемоги над співвітчизниками Хосе Матіасом Ромеро та ексчемпіоном світу Франсіско Варгасом.
5 грудня 2021 року «регулярний» чемпіон WBA у легкій вазі американець Джервонта Девіс повинен був провести бій проти співвітчизника Роландо Ромеро, але через проблеми з законом Ромеро був змушений відмовитися від бою за тиждень до запланованого поєдинку. Заміною йому став Ісаак Крус і видав дуже конкурентний бій, який завершився все ж перемогою чемпіона одностайним рішенням.
16 квітня 2022 року Ісаак Крус в бою за вакантний титул інтерконтинентального чемпіона за версією WBO у легкій вазі зустрівся з ексчемпіоном світу кубинцем Юріоркісом Гамбоа. Крус захопив ініциативу с перших секунд і тричі (у другому, третьому та четвертому раундах) надсилав Гамбоа в нокдауни. У п'ятому раунді, після чергового потужного удару мексиканця, рефері зупинив побиття кубинця, зафіксувавши перемогу Круса технічним нокаутом.
4 вересня 2022 року нокаутував у другому раунді Едуардо Раміреса (Мексика) і завоював титул WBC Silver. 29 липня 2023 року в бою за звання обов'язкового претендента на титул чемпіона світу за версіями WBC та WBA у легкій вазі здобув перемогу над американцем Джованні Кабрера.

### Крус проти Ромеро
30 березня 2024 року вийшов на бій проти нового чемпіона світу за версією WBA в першій напівсередній вазі американця Роландо Ромеро. Поєдинок з перших секунд пішов за сценарієм Круса, який потряс чемпіона вже в першому раунді. В наступних раундах американець продовжував відступати під натиском претендента, часто рятуючись в клінчах. Через велику кількість пропущених чемпіоном ударів у восьмому раунді рефері зупинив бій, зафіксувавши перемогу Круса.

### Крус проти Валенсуели
3 серпня 2024 року в першому захисті титулу вийшов на бій проти Хосе Валенсуели (США) і несподівано не зумів перебоксувати того, поступившись розділеним рішенням.

### Таблиця боїв
| 28 Перемог (18 нокаутом), 3 Поразки, 1 Нічия. |                 |                  |        |            |                 |                                            |                                                                                             |
| №                                             | Результат       | Суперник         | Спосіб | Раунд, час | Дата            | Місце проведення                           | Примітки                                                                                    |
| 32                                            | Перемога 28-3-1 | Омар Сальсідо    | UD     | 10         | 19 липня 2025   | MGM Grand Garden Arena, Парадайз, Невада   | Завоював вакантний титул «тимчасового» чемпіона WBC в першій напівсередній вазі.            |
| 31                                            | Перемога 27-3-1 | Анхель Фієрро    | UD     | 10         | 1 лютого 2025   | Ті-Мобайл-арена, Парадайз, Невада          |                                                                                             |
| 30                                            | Поразка 26-3-1  | Хосе Валенсуела  | SD     | 12         | 3 серпня 2024   | БМО Стедіум, Лос-Анджелес, Каліфорнія      | Втратив титул WBA Super в першій напівсередній вазі.                                        |
| 29                                            | Перемога 26-2-1 | Роландо Ромеро   | TKO    | 8 (12)     | 30 березня 2024 | Ті-Мобайл-арена, Парадайз, Невада          | Завоював титул WBA Super в першій напівсередній вазі.                                       |
| 28                                            | Перемога 25-2-1 | Джованні Кабрера | SD     | 12         | 29 липня 2023   | Ті-Мобайл-арена, Парадайз, Невада          | Захистив титул WBC Silver в легкій вазі. Завоював вакантний титул WBO Latino в легкій вазі. |
| 27                                            | Перемога 24-2-1 | Едуардо Рамірес  | KO     | 2 (12)     | 4 вересня 2022  | Crypto.com Arena, Лос-Анджелес, Каліфорнія | Завоював вакантний титул WBC Silver в легкій вазі.                                          |
| 26                                            | Перемога 23-2-1 | Юріоркіс Гамбоа  | TKO    | 5 (10)     | 16 квітня 2022  | AT&T Стедіум, Арлінгтон, Техас             | Завоював вакантний титул WBO Inter-Continental в легкій вазі.                               |